# Beatrice Varley
Beatrice Varley (11 de julho de 1896 – 4 de julho de 1964) foi uma atriz britânica, que apareceu em uma variedade de papéis de televisão e cinema entre 1936 e 1964.
Natural de Manchester, Lancashire, ela fez sua estreia no filme de 1936, Tomorrow We Live; e começou a retratar uma variedade de papéis em filmes como Oh, Mr Porter!, Holiday Camp e The Wicked Lady.
Faleceu em Londres, Inglaterra, em 1964.

## Filmografia selecionada
- Young and Innocent (1937)
- Spring Handicap (1937)
- Oh, Mr Porter! (1938)
- Poison Pen (1939)
- Rush Hour (1941)
- Secret Mission (1942)
- Squadron Leader X (1943)
- The Man in Grey (1943)
- The Wicked Lady (1945)
- Send for Paul Temple (1946)
- The Upturned Glass (1947)
- The Little Ballerina (1948)
- Marry Me! (1949)
- Paul Temple's Triumph (1950)
- Out of True (1951)
- Hindle Wakes (1952)
- Bang! You're Dead (1954)
- Tiger in the Smoke (1956)
- The Good Companions (1957)
- Bachelor of Hearts (1958)
- Room at the Top (1959)
- The Rough and the Smooth (1959)
- Horrors of the Black Museum (1959)
- Identity Unknown (1960)
- Night Without Pity (1961)